# Catarina, Duquesa de Kent
Catarina, Duquesa de Kent (nascida Katharine Lucy Mary Worsley; Hovingham, 22 de fevereiro de 1933) é a esposa do príncipe Eduardo, Duque de Kent, neto do rei Jorge V do Reino Unido e da rainha Maria de Teck. Ela e o marido realizaram tarefas reais em nome de sua prima, a rainha Isabel II.
A Duquesa de Kent chamou atenção por sua conversão ao catolicismo em 1994. Associada com o mundo da música, ela tem participado de muitos coros. Ela também é bastante conhecida por entregar os troféus nas competições anuais do Torneio de Wimbledon, um papel que ela herdou de sua sogra, a falecida princesa Marina.
As maneiras informais e entusiasmadas da duquesa conquistaram muitos admiradores; em 2002, ela voluntariamente renunciou ao estilo de Alteza Real, embora continue a ser estilizada como tal nos círculos reais. Katharine prefere ser chamada de Katharine Kent ou Katharine, Duquesa de Kent, um estilo usualmente reservado para ex-esposas de nobres britânicos.

## Biografia
Katharine Lucy Mary Worsley nasceu em Hovingham Hall, Yorkshire. Era a única filha de sir William Worsley, 4° baronete, e de sua esposa, Joyce Morgan, filha de sir John Fowler Brunner e neta de sir John Tomlinson Brunner, o fundador da Brunner Mond, que mais tarde se tornou o produtor químico ICI.
Ela foi educada em Queen Margaret's School perto de York e em Runton Hill School em Norfolk. Na escola, foi introduzida à música, aprendendo a tocar piano, órgão e violino. Ela mais tarde trabalhou por algum tempo como babá e num jardim de infância em Londres. Katharine falhou em sua admissão para a Real Academia de Música, mas foi, como seus irmãos, para a Universidade de Oxford, devotando parte de seu tempo à música.
No dia 8 de junho de 1961, Katharine Worsley casou-se com o príncipe Eduardo de Kent, o filho mais velho do príncipe George, Duque de Kent e da princesa Marina da Grécia e Dinamarca, no Monastério de York. Depois da cerimônia, ela foi estilizada Sua Alteza Real A Duquesa de Kent.
O duque e a duquesa de Kent tiveram três filhos:
- Jorge Windsor, Conde de St. Andrews, nascido em 26 de junho de 1962.
- Helen Taylor, nascida em 28 de abril de 1964.
- Nicholas Windsor, nascido em 25 de julho de 1970.

O casal teve uma criança natimorta em 1977. A perda causou uma depressão profunda à duquesa, que falou sobre o assunto publicamente.

## Títulos e estilos
- 22 de fevereiro de 1933 - 08 de junho de 1961: Senhorita Catarina Worsley
- 8 de junho de 1961 - presente: Sua Alteza Real a Duquesa de Kent

## Ascendência
Catarina é uma descendente de Oliver Cromwell (25 de abril de 1599 - 03 de setembro de 1658), primeiro Lorde Protetor da comunidade de Inglaterra, Escócia e Irlanda (1653-1658), por sua última filha Frances Cromwell (1638-1720), através dos Russells, os Franklands e os Worsleys.